# Joe Swanson
Joseph 'Joe' Swanson is een personage uit de tv-animatieserie Family Guy. Zijn stem wordt gedaan door Patrick Warburton. Joe is een macho politieagent en is getrouwd met de permanent (tot aan seizoen 7) zwangere Bonnie. Samen hadden ze een zoon, Kevin, die in Irak overleed. In de aflevering Thanksgiving keert Kevin terug en vertelt hij dat zijn dood in scène was gezet om aan de oorlog te ontsnappen. Na Bonnies bevalling in seizoen 7 hebben ze ook samen een dochter, genaamd Susie.
Joe wordt gekenmerkt door zijn machogedrag en korte lontje. Zijn voertuig is geen politieauto maar een rolstoel. Hij is bevriend met Peter Griffin, Cleveland Brown en Glenn Quagmire. Samen zijn ze vaak te vinden in het café. Joe stelt vaak hoge, onhaalbare eisen aan zichzelf en anderen; voornamelijk Kevin. Zijn Steven Seagaleske oneliners "Let's do it!", "Get Some!" en "Bring it on!" zijn ook typerend voor Joe.